# باشلن
باشلن (به آلمانی: Becheln) یک شهر در آلمان است که در Verbandsgemeinde Bad Ems واقع شده‌است. باشلن ۶۴۵ نفر جمعیت دارد.